# Пальмовый ворон
Пальмовый ворон (лат. Corvus palmarum) — вид птиц из рода во́ронов. 

## Описание
Оперение пальмового ворона полностью чёрное, верх обладает заметным блеском фиолетового и голубоватого оттенка, низ более бледный, менее блестящий, коричнево-чёрный. В длину он достигает 43 см. Встречается большими стаями.
По результатам сравнения ДНК пальмового ворона на 6 % отличается от ДНК обыкновенного ворона и на 8-10 % от антильского ворона (C. leucognaphalus) и кубинского ворона (С. nasicus).
Международный союз орнитологов не выделяет подвидов. Некоторые учёные выделяют два подвида, хотя их внешние различия невелики:
- C. palmarum palmarum (Paul von Württemberg, 1835); собственно пальмовый ворон — Эспаньола;
- C. palmarum minutus (Gundlach, 1852) — Куба.

### Опасность исчезновения
На Эспаньоле численность вида снизилась из-за широкого распространения вырубки лесов для ведения сельского хозяйства и, вероятно, охоты (для пищи и спортивной). Однако местами вид остаётся довольно обычным; в частности, на западе острова (Республика Гаити) угроза его численности меньше, потому что там оружием владеет меньшее количество людей. На Кубе причины снижения численности неизвестны, но есть предположение, что это произошло ввиду вытеснения пальмового ворона его кубинским сородичем Corvus nasicus, так как разрушение среды обитания привело к перекрытию их ареалов.
Действия, предпринимаемые по сохранению популяции:
- обеспечение эффективной защиты среды обитания в национальных парках;
- препятствование вырубке естественных лесов под ведение сельского хозяйства;
- всяческое препятствование охоте на этот вид;
- мониторинг вида и исследование влияния охоты на численность популяций, обследование с целью оценки нынешней распространённости;
- продолжение исследования причин снижения численности на Кубе.

Национальные парки, принявшие участие в этой кампании: Sierra de Bahoruco (Доминиканская республика) и La Bélen (Najasa, Куба)

## Среда обитания и распространение
Живёт на острове Гаити (как в Республике Гаити, так и в Доминиканской республике) и на Кубе.
Пальмовые вороны ранее были широко распространены в лесистой местности от низин до гор на Гаити, однако теперь их стало меньше. Ныне они локально встречаются в Доминиканской Республике и на Гаити близ горной цепи Massif de la Selle, а также в местах произрастания сосны веймутовой.
Кубинский подвид (C. p. minutus) занимает очень ограниченный участок территории. Время от времени сообщения об их обнаружении поступают из Sierra de Najasa (горные цепи города en:Najasa), Tayabito, San Miguel, San Pablo, Jimaguayu, Jimanayagua и El Jardín (провинция Камагуэй). В Najasa их численность в последние годы снизилась. Исторически этот подвид известен из Pan Valley, Guajibon и Vinales Valley (провинция Пинар-дель-Рио), Yaguaramas (у Сьенфуэгос), Trinidad Valley и Sierra de Banao (провинция Санкти-Спиритус)

## Питание
На Гаити птицы, как правило, встречаются небольшими стаями, кормятся на земле или деревьях фруктами, семенами, насекомыми, улитками и ящерицами, были даже замечены близ местных продуктовых магазинов.

## Гнездование
Своё гнездо пальмовый ворон устраивает на верхушках высоких пальм, птенцов выводит в марте — июле.

## Голос
Звук, издаваемый пальмовым вороном, описывают как грубое носовое «аррр».